# Isopachys borealis
Espèce
Isopachys borealis est une espèce de sauriens de la famille des Scincidae.

## Répartition
Cette espèce se rencontre en Birmanie et en Thaïlande.

## Étymologie
Le nom spécifique borealis vient du latin borealis, du nord, en référence à la distribution nordique de ce saurien parmi les autres espèces du genre Isopachys.

## Publication originale
- Lang & Böhme, 1990 : Description and phylogenetic position of a new species of Isopachys from central Thailand and southern Burma/Myanmar (Squamata, Scincidae). Bulletin de l'Institut Royal des Sciences Naturelles de Belgique, Biologie, vol. 60, p. 231-240.